# NGC 827
NGC 827 est une galaxie spirale située dans la constellation de la Baleine. NGC 827 a été découverte par l'astronome germano-britannique William Herschel en 1784.

## Caractéristiques
Sa vitesse par rapport au fond diffus cosmologique est de 3 196 ± 19 km/s, ce qui correspond à une distance de Hubble de 47,2 ± 3,3 Mpc (∼154 millions d'al).
À ce jour, six de mesures non basées sur le décalage vers le rouge (redshift) donnent une distance de 49,783 ± 3,330 Mpc (∼162 millions d'al), ce qui est à l'intérieur des valeurs de la distance de Hubble.
NGC 827 présente une large raie HI.

## Groupe de NGC 827
La galaxie NGC 827 est la plus grosse et la plus brillante d'un trio de galaxies. Les deux autres galaxies du groupe de NGC 827 sont UGC 1572 et UGC 1663.